# Eurhopalothrix clypeata
Eurhopalothrix clypeata é uma espécie de formiga do gênero Eurhopalothrix, pertencente à subfamília Myrmicinae.